# Timarcha intricata
Timarcha intricata är en skalbaggsart som beskrevs av Samuel Stehman Haldeman 1853. Timarcha intricata ingår i släktet Timarcha och familjen bladbaggar. Inga underarter finns listade i Catalogue of Life.